# Ali de Ghazni
Pour les articles homonymes, voir Ali.
Ali (علی en persan) est brièvement sultan de l'Empire ghaznévide entre 1048 et 1049.

## Biographie
Ali est un fils cadet du sultan Massoud. La période qui sépare la mort de son frère aîné Mawdoud de l'avènement de son oncle Abd ar-Rachid est particulièrement confuse dans les sources. Certaines les font se succéder directement, mais d'autres incluent deux règnes entre eux : celui de Massoud II et celui d'Ali.
D'après l'historien perse al-Kashani ibn Baba (milieu du XIe siècle), Ali ne règne que quarante-cinq jours après la déposition de Massoud avant d'être à son tour déposé. Un autre historien, Juzjani (première moitié du XIIe siècle), affirme que Ali règne en même temps que Massoud, qu'il appelle à tort Mohammed. Il est possible qu'il entende par là qu'Ali sert de régent à l'enfant Massoud.
Ferichta offre davantage d'informations dans son Gulshan-i Ibrahimi, mais c'est un auteur tardif (fin du XVIe siècle). D'après lui, la cour ghaznévide est divisée en deux factions menées par des généraux turcs, Ali ibn Rabi Khadim et Aitigin Hajib. Ali arrive au pouvoir lorsque Massoud est déposé par la faction d'Aitigin, et il épouse la veuve de son prédécesseur. Durant son bref règne, les provinces indiennes se révoltent sous l'autorité d'un Ali ibn Rabi et ne reviennent dans le giron de l'empire qu'après sa déposition et l'avènement d'Abd ar-Rachid.